# Kostel Povýšení svatého Kříže (Borotín)
Kostel Povýšení svatého Kříže je římskokatolický chrám v obci Borotín v okrese Blansko. Je chráněn jako kulturní památka České republiky. Je farním kostelem borotínské farnosti.

## Historie
Kostel byl postaven v letech 1787-1788. Krátce po dokončení se zřítila věž, která pak byla při celkové opravě chrámu snížena. Roku 1814 byla přistavěna oratoř.

## Popis
Jde o podélnou jednolodní stavbu s odsazeným kněžištěm, k němuž přiléhá čtyřboká sakristie a k jižní zdi přiléhající oratoř. Hladké fasády jsou prolomeny okny se segmentovým záklenkem.